# Tchahtéyón
Tchahtéyón (oficialment Châtillon, Tsateillòn en arpità estàndard) és un municipi italià, situat a la regió de Vall d'Aosta. L'any 2007 tenia 4.831 habitants. Limita amb els municipis d'Antey-Saint-André, Ayas, Champdepraz, La Magdeleine, Montjovet, Pontey, Saint-Denis, Saint-Vincent i Torgnon.

## Administració
| Període | Identitat     | Partit        |
| ------- | ------------- | ------------- |
| 2005-   | Giuseppe Moro | Llista cívica |

## Personalitats il·lustres
- Georges Carrel, sacerdot i divulgador científic.
- Furio Colombo, escriptor, periodista i polític

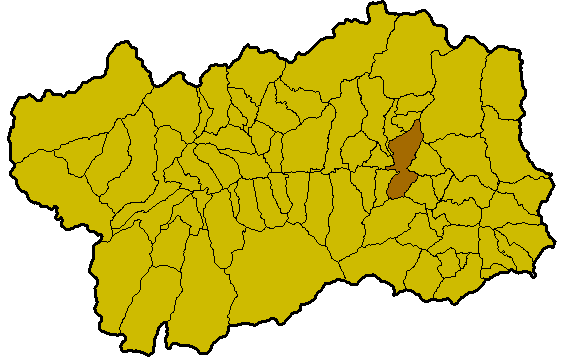
Situació de Châtillon a la Vall